# Lepidium papilliferum
Lepidium papilliferum là một loài thực vật có hoa trong họ Cải. Loài này được (L.F. Hend.) A. Nelson & J.F. Macbr. mô tả khoa học đầu tiên năm 1913.